# Покровская церковь (Лиски)
Церковь Покрова Пресвятой Богородицы (Покровская церковь) — православный храм в городе Лиски Воронежской области. Входит в состав Лискинского благочиния Воронежской епархии Русской православной церкви.
Церковь является памятником архитектуры федерального значения согласно Постановлению администрации Воронежской области N 850 от 14.08.1995 года и Решения исполкома Воронежского областного Совета народных депутатов от 17.04.1987 года.

## История

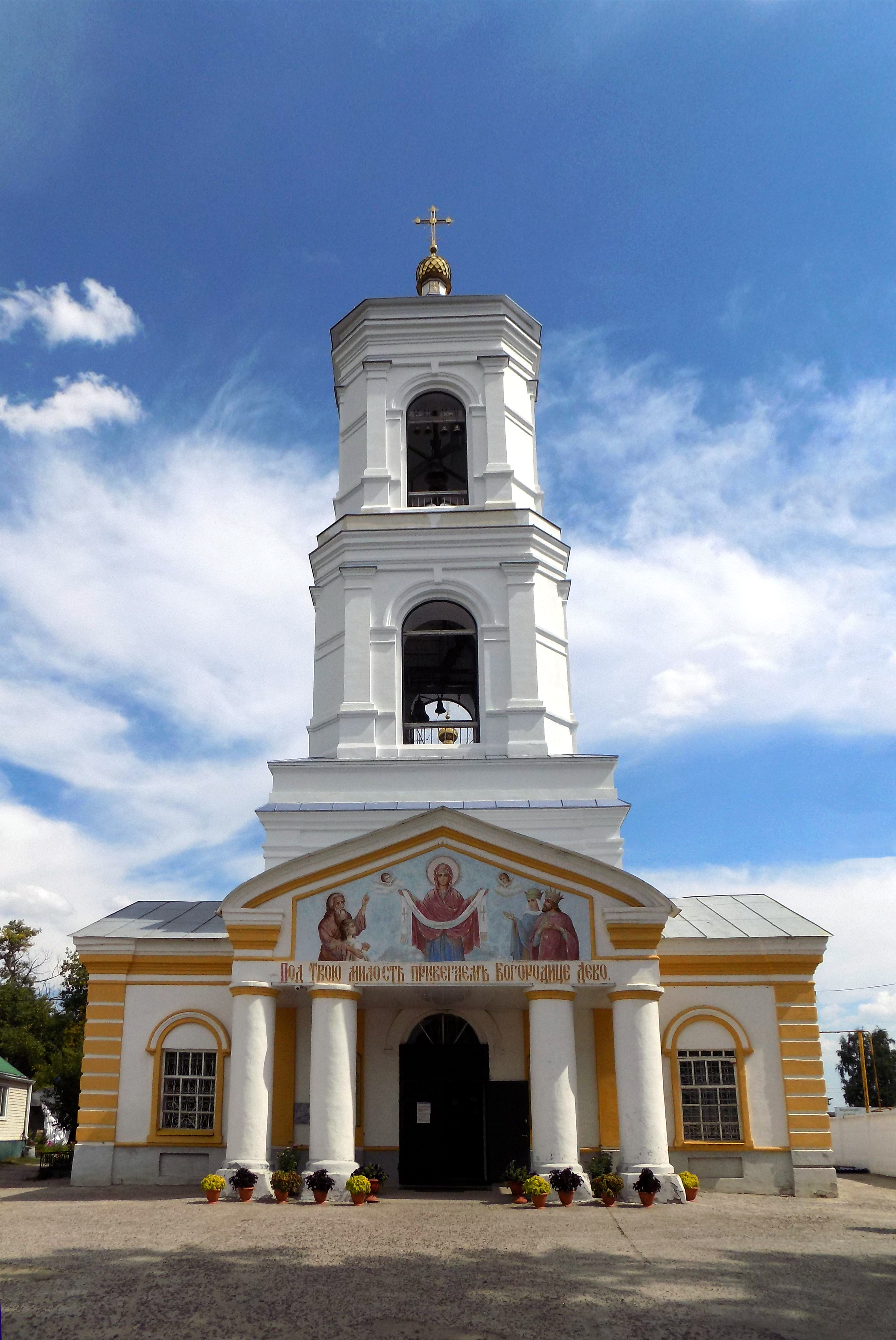
Главный вход храма. 2020 год

Церковь была построена в слободе Петровской Бобровского уезда Воронежской губернии в 1784 году. В 1787 году слобода по церкви получает название село Новопокровское.
В 1867 году церковь была перестроена и расширена на деньги купцов Копейкина и Лисицына.
В 1861 и в 1909 годах церковь пережила пожары.
В советское время с 1938 по 1943 год в здании храма располагался склад минеральных удобрений. В 1945 году церковь была возвращена верующим.
С северо-востока к церкви примыкает кладбище.

## Архитектура
Первоначально была выполнена в стиле барокко. В 1867 году церковь была расширена, был пристроен портик с 4 колоннами к входу от колокольни, изменён декор трапезной и колокольни в классическом стиле. Отдельные элементы барокко сохранились.
Здание храма представляет собой восьмерик на четверике с куполом на котором полусветовой барабан с главкой. Помимо гранённой апсиды, по бокам к храму по бокам располагаются прямоугольные апсидиолы (1867 год?) с двухскатной крышей. Также прямоугольные пристройки располагаются по бокам от колокольни.
Трёхъярусная колокольня с главкой соединена трапезной со основным зданием храма.

## Настоятели
- иерей Алексей Иванов